# William Chambers (arquitecto)
William Chambers (27 de octubre de 1723–17 de febrero de 1796) fue un arquitecto británico nacido en Suecia, autor de la Somerset House de Londres, obra capital del neoclasicismo inglés.

## Biografía

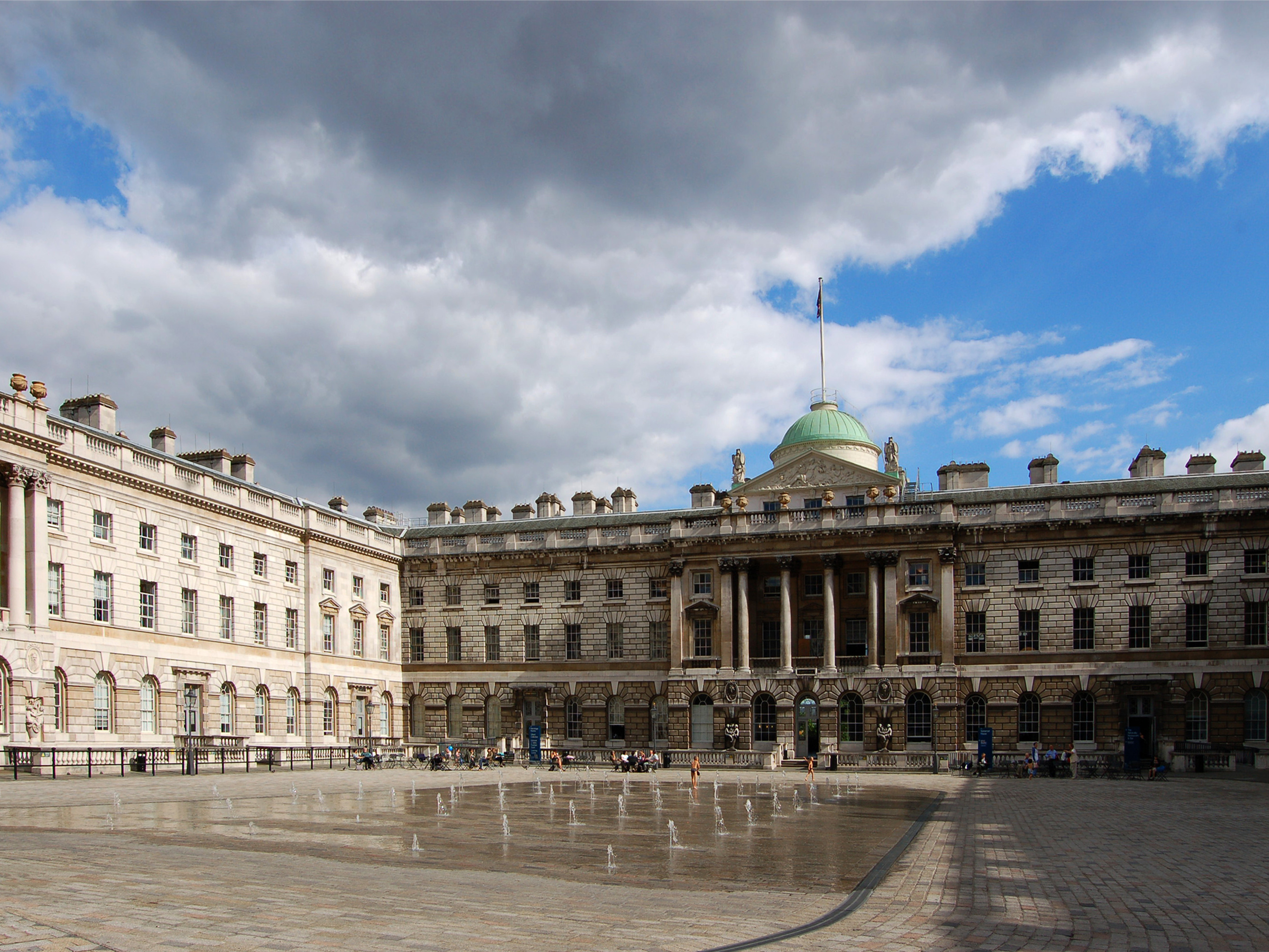
Somerset House en Londres.

William Chambers nació en Gotemburgo, Suecia, donde su padre era un comerciante. Entre 1740 y 1749 trabajó para la Compañía Sueca de las Indias Orientales haciendo muchos viajes a China donde estudió Arquitectura China y decoración.
De vuelta en Europa, estudió arquitectura en París con Jacques-François Blondel y los arquitectos del círculo de Soufflot y pasó cinco años en Italia. Pasado ese tiempo, en 1755, viajó a Inglaterra y estableció un despacho de arquitectura en Londres. A través de una recomendación del 4.º Conde de Bute fue nombrado tutor de arquitectura del Príncipe de Gales, el futuro Jorge III, junto con Robert Adam, Arquitecto del Rey. Trabajó para Augusta, Princesa de Gales haciendo unos fantásticos jardines en Kew, y en 1757 publicó un libro sobre diseño Chino que tuvo gran influencia en el gusto de la época. Desarrolló sus intereses por lo chino con ‘Disertaciones sobre los jardines Orientales’ (1772), una fantástica elaboración de las ideas inglesas sobre el estilo natural de hacer jardines en China.
En 1759 su obra más seria y académica Tratado sobre la arquitectura civil influyó sobre los constructores; y tuvo varias ediciones y aún en 1826 se publicaba. Su influencia se transmitió también a través de una serie de arquitectos jóvenes enseñados en su oficina, entre ellos Thomas Hardwick Junior (1752-1825) quien le ayudó a construir Somerset House y que escribió una biografía de la vida de Chambers.
Fue el mayor rival de Adam en el Neoclasicismo británico. Chambers fue más internacional en sus perspectivas (su título fue en su origen un honor sueco) y fue influenciado por el Neoclasicismo continental (en el que a su vez influyó) la hora de diseñar para sus clientes británicos. Una segunda visita a París en 1774 confirmó la impronta francesa en su sobria y conservadora mezcla de estilos neoclásico y paladiano.
Chambers murió en Londres en 1796. Está enterrado en la Abadía de Westminster.

## Obra
- Somerset House en Londres, es su más famoso edificio, y el que absorbió la mayor parte de sus energías durante un período de dos décadas (1776-1796). Se terminó tras la muerte de Chambers.

- La Carroza estatal dorada que todavía se usa en las coronaciones.

- La Dunmore Pineapple, en el Parque de Dunmore, cerca de Falkirk, suele atribuirse a Chambers.

- Para James Caulfeild, Primer Conde de Charlemont, diseñó Charlemont House y el Casino at Marino, así como la Capilla y el Teatro del Trinity College en Dublín.

- Villa Roehampton, ahora llamada Parkstead House, para William Ponsonby, 2.º Conde de Bessborough. También diseñó dos jardines (uno de ellos tuvo que ser reconstruido en 2008), similares a los de los Reales Jardines Botánicos de Kew.[1]

- Villa en Surrey (1758) para Lord Bessborough.

## Escritos
- Designs of Chinese buildings, furniture, dresses, machines, and utensils : to which is annexed a description of their temples, houses, gardens, &c (Londres), 1757
- Desseins des edifices, meubles, habits, machines, et ustenciles des Chinois ; Auxquels est ajoutée une descr. de leurs temples, de leurs maisons, de leurs jardins, etc. Londres, 1757
- A treatise on civil architecture in which the principles of that art are laid down and illustrated by a great number of plates accurately designed and elegantly engraved by the best hands Londres, 1759
- Plans, Elevations, Sections and Perspective Views of the Gardens and Buildings at Kew in Surry Londres, 1763
- A dissertation on oriental gardening. Londres, 1772